# Фабрисиус-Бьерре, Бент
Бент Фабри́сиус-Бье́рре (дат. Bent Fabricius-Bjerre; 7 декабря 1924, Фредериксберг — 28 июля 2020), также известный как Бент Фабри́к — датский пианист и композитор. Лауреат премии Грэмми 1963 года в номинации «Лучшая запись рок-н-ролла» за альбом «Alley Cat» (мотив этого альбома играет в одноимённой компьютерной игре).

## Дискография

### Альбомы
- 1962 — Alley Cat (Atco Records)
- 1962 — The Happy Puppy (Atco Records)
- 1963 — Piano Party with Bent Fabric (Columbia 33-OSX-7720) (Australia)
- 1964 — Organ Grinder’s Swing (Atco Records)
- 1964 — The Drunken Penguin (Atco Records)
- 1965 — Together! (совместно с Акером Билком) (Atco Records)
- 1966 — Never Tease Tigers (Atco Records)
- 1967 — Operation Lovebirds (Atco Records)
- 1968 — Relax With Bent Fabric (Atco Records)
- 1997 — The Very Best of Bent Fabric
- 1998 — Klaver med mer (CMC Records)
- 2001 — Mit livs melodi (Copenhagen Records)
- 2004 — Jukebox (Universal)
- 2005 — Kan du kende melodien (Universal)

### Синглы
- 1962 — «Alley Cat»
- 1963 — «Chicken Feed»
- 2003 — «Jukebox»
- 2003 — «Shake»
- 2006 — «Sweet Senorita»

## Популярность в СССР
- В 1969 году фильм «Бей первым, Фреди!» вышел в кинопрокате СССР и его посмотрели 30,1 млн человек, саундтрек Бента Фабрисиуса-Бьерре к фильму легко запоминался и узнавался[6].

## Награды и премии
- 2005 — премия на Robert Festival
- 2013 — премия на Bodil Awards[7]